# لینک اند کو
لینک اند کو (به انگلیسی: Lynk & Co) نام تجاری یک خودرو است متعلق هولدینگ خودروی جیلی در کشور چین که در سال ۲۰۱۶ بنیان گذاشته شده و قرار است اتومبیل‌های خود را به طور مشترک با نام تجاری چینی جیلی و نام تجاری سوئدی ولوو به بازار عرضه کند. شرکت ولوو از سال ۲۰۱۰ به تملک هولدینگ خودروی جیلی درآمده است. شرکت خودروسازی جیلی پس از بیوایدی، چری و گریت وال، چهارمین شرکت بزرگ خصوصی چین است.
تمرکز این برند در اتصال به اینترنت و نوآوری در شیوه خرید است و بازار هدف خاص خود را به طور حرفه‌ای افراد جوان قرار داده است.
واژه لینک (به انگلیسی: Lynk) به معنای بیرون کشیدن و فراخواندن اتصال و ارتباط است. نام تجاری این محصول در چینی لینکو (به چینی: 凌克؛ به انگلیسی: Lingke) است که برگردانی از لینک است و به‌خودی خود هیچ معنایی ندارد.

## مدل‌ها
اولین محصول اعلام شده توسط لینک اند کو «۰۱» نام دارد که یک کراس اوور بر اساس پلت فرم معماری مدولار فشرده (CMA) مشترک با ولوو است.
لینک اند کو در حال برنامه‌ریزی برای شروع فروش این محصول در سال ۲۰۱۷ است. آلیان وایسر قائم مقام این شرکت به اتو کانال گفته است شروع عرضه این محصول در بازار چین خواهد بود ولی بعد از مدتی این محصول را به آمریکا و اروپا صادر خواهیم کرد. تا کنون خودروهای چینی موفق به ورود به بازار اروپای غربی و آمریکای شمالی نبوده‌اند و اگر این برند موفق به ورود به این بازار شود چالش جدید برای خودرو سازان غربی ایجاد خواهد شد. بزرگ‌ترین مشکل کنونی خودرو سازان چینی در ورود به بازار اروپا، استانداردهای پایه به‌خصوص استانداردهای ایمنی است. اما پایه فنی خودروهای این برند جدید روی جدیدترین محصولات شرکت ولوو خواهد بود. شرکت ولوو هم در جهان به ایمنی بالا شهره است. چینی‌ها امید دارند با اتکا به این تجربیات بتوانند سد ورود به بازارهای اروپا را بشکنند.